# 볼프람 폰 리히트호펜 남작
볼프람 폰 리히트호펜 남작(Wolfram Freiherr von Richthofen, 1895년 10월 10일 ~ 1945년 7월 12일)은 독일의 공군 군인이다. 제2차 세계 대전 당시 루프트바페에서 원수까지 진급했다. 1895년 프로이센 귀족가인 리히트호펜 가에서 태어났다. 18세 때 독일 제국 육군에 입대했다. 제1차 세계 대전 때 처음에는 기병으로, 그 뒤에는 항공대로 복무했다.
전간기에 리히트호펜은 공학을 공부하다가 바이마르 공화국의 군대인 국가방위군에 재입대하였고, 나치 독일이 수립된 뒤의 국방군에서도 복무했다. 리히트호펜은 신생 독일 공군에 참여했으며 스페인 내전에서 국민군파를 지지하는 콘도르 군단을 지휘하여 게르니카 폭격을 수행하였다. 또한 이 때 발전한 지-공간 통신을 활용한 근접항공지원과 급강하폭격기의 필요성을 통찰했고 이는 제2차 세계 대전 수행에 영향을 주었다.
1939년 9월 전쟁이 시작되자 리히트호펜은 공대지 공격부대인 제8비행군단 군단장이 되어 폴란드 침공에 종군했다. 이후 1940년 5월에서 6월 사이에는 서유럽 전체의 공군을 통솔했다. 프랑스 공방전 때 그가 지휘한 공군의 활약, 특히 영불해협으로의 진격에 관한 치하로서 1940년 5월 23일 기사십자 철십자장을 수훈받았다. 이후 1940년에서 1941년까지 영국 본토 항공전과 발칸 전역에 참여했다.
독소전쟁에서 리히트호펜은 최대의 성과를 올렸고, 특히 1942년 크림 전역에서 활약했다. 스탈린그라드 전투 당시 리히트호펜 제4항공함대는 육군 남부 집단군에게 필수적인 전술적 작전적 지원을 제공했으나 결국 독일군은 스탈린그라드에서 패배했다. 그 뒤 지중해 전구로 옮겨가서 이탈리아 전역에서 공군을 지휘했다. 1944년 말 건강 악화를 이유로 퇴역했고, 1945년 7월 뇌종양으로 죽었다.
| 전임 (신설) | 제1대 제8비행군단 군단장 1939년 7월 19일 - 1942년 6월 30일 | 후임 항공대장 마르틴 피비히 |

| 전임 상급대장 알렉산더 뢰어 | 제2대 제4공군함대 사령관 1942년 7월 20일 - 1943년 9월 4일 | 후임 상급대장 오토 데슬로흐 |

| 전임 항공야전원수 알베르트 케셀링 | 제3대 제2공군함대 사령관 1943년 6월 11일 - 1944년 9월 27일 | 후임 (부대 해산) |